# Associazione Calcio Monza
Associazione Calcio Monza és un club de futbol professional amb seu a Monza, Llombardia, Itàlia. L'equip juga a la Serie B, la segona categoria del futbol italià, després del descens la temporada 2024-25.
El club es va fundar el 1912 com a Monza FBC i en múltiples ocasions durant els anys 60 i 70 va estar a prop de l'ascens a la Sèrie A. Després de la presa de possessió del club per part de Silvio Berlusconi el 2018, Monza va tornar a la Sèrie B el 2020 després d'una absència de 19 anys i es va acostar a l'ascens a la Sèrie A el 2021. El Monza ha guanyat la Copa d'Itàlia Sèrie C quatre vegades, més que qualsevol altre club a data 2022. També han guanyat quatre campionats de la Sèrie C i una Copa angloitaliana. El club ha competit en 40 temporades de la Sèrie B fins a la temporada 2021-22.
Des de la fundació del club, els colors del Monza eren blau i blanc però es van canviar a vermell i blanc l'any 1932; com a resultat, reben el sobrenom de i biancorossi (els blancs i vermells). El Monza juga els seus partits a casa a l'Estadi Brianteo des del 1988. L'equip té rivalitats amb el Como, Pro Sesto i Pisa.